# Вигилии
Вигилиите (lang|la|Vigiles Urbani) в Древен Рим изпълняват функциите на нощна стража и пожарна.
При император Октавиан Август са създадени 7 кохорти от вигилии - по 1 кохорта на всеки 2 от 14-те района на Рим. Те са под командването на praefectus vigilum, пряко подчинен на управителя на Рим (praefectus urbi). Не носят оръжие, а кофа и тояга. Срокът на служба на вигилиите е 7 години.